# Seltenheim
Zámek Seltenheim leží západně od korutanského hlavního města Klagenfurt am Wörthersee a trůní na návrší. Jde původně o hrad z 12. století.

## Historie

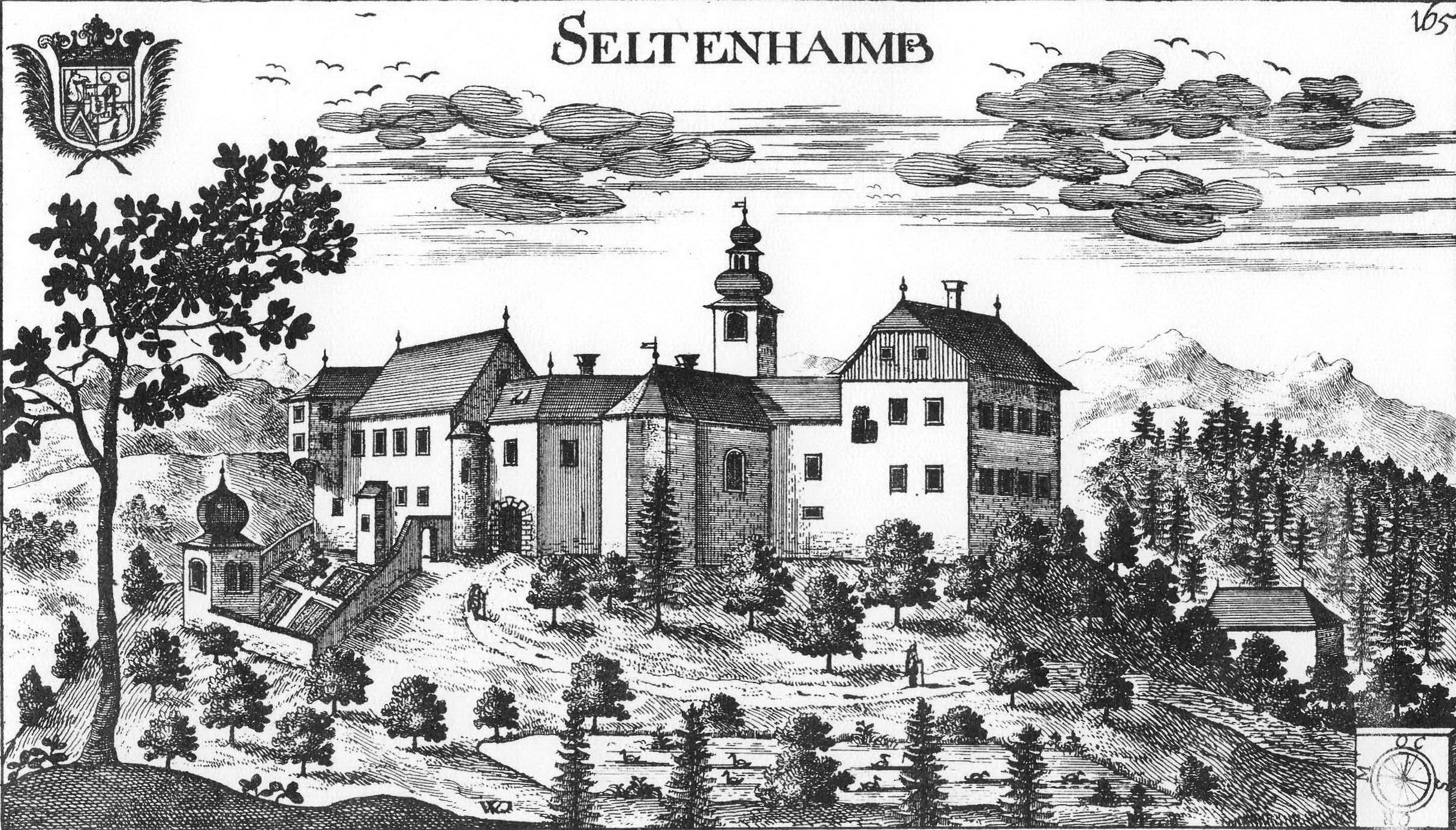
Vyobrazení zámku Seltenheim od
J. W. Valvasor: Topographia Archiducatus Carinthiae antiquae et modernae completa, 1680

Saldenheim byl poprvé zmíněn v dokumentech z roku 1193, a v roce 1222 zmíněn Cholo von Saldenhofen. Později patřil hrad šlechtici Páni von Pettau, v roce 1348 koupil hrad Otto von Liechtenstein-Murau. V době uherské války byl rod Liechtensteinů spojencem Uhrů, proto císař Friedrich III. dobyl hrad a nechal zničit. Potom Lichtensteinové postavili zámek. Po vymření této větve rodu získal zámek Windischgrätz, zámek pustl už v 18. století. Po několikeré změně majitelů, počátkem 19. století zámek koupil roku 1844 Georg Kometer, svobodný pán von Trübein. Ten nechal zámek znovu rekonstruovat. v protikladu s tehdejší módou, s romantickou výzdobou. Zevnějšek i atrium prezentuje módu 17. století.

## Popis zámku
Zámek je dvoupatrový je nepravidelného protáhlého půdorysu. Malé otevřené atrium má po obou stranách pilířů arkády a v jihovýchodním úhlu je přistavěno schodiště. Západní fronta budov je přerušena třípatrovou věží. V jihozápadní části je arkýř na kamenné konzole. Na východní straně je vstupní brána vstupního portálu s hrotitou klenbou. Na bráně je erb dřívějšího rodu Kometter-Fritsch.

## Kaple svaté Trojice
Zámecká kaple Svaté trojice je přiměřenou stavbou, kterou nechal postavit Johann Friedrich von Windischgraetz 1668, vysvěcena byla v roce 1670. Původně zde byla patrně gotická kaple. Již v roce 1417 byla zmíněna dřívější kaple. Stavba je vysoká a protáhlá s jednoduchým kůrem. Strop chrámové lodi a kůru je klenutý valenou klenbou. Empora varhan je vyzděná na jižní straně s toskánskými sloupy a oblouky. Hlavní oltář pochází z roku 1668, oba postranní oltáře jsou rovněž ze 17. století.